# 街角景気☆仮面女子↑
街角景気☆仮面女子↑（まちかどけいき かめんじょし）は、日本の女性アイドルグループ。所属事務所はアリスプロジェクト。

## 概要
2013年4月7日に「街角景気☆JAPAN↑」（まちかどけいきジャパン）としてデビュー。「景気応援アイドルユニット」として日経平均株価によっスカートの丈が「ミニ」、「ミドル」、「ロング」、「アルティメット」まで変わることを公約に掲げ活動をしている。平均株価1万2000円台ならミニスカート、1万3000円台ならスカートなし（アンダーのみ）となり、2013年4月5日の日経平均株価は午前に1万3000円台を回復したが、後場になって伸び悩み1万2833円64銭で取り引きを終え、平均株価が1万3000円台になったため、2013年4月7日のデビューは「スカートなし」でのステージとなった。2013年4月17日にシングル「アベノ☆MIX」でCDデビュー。
CDデビュー以降目立った活動がなかったが、第47回衆議院議員総選挙の盛り上がりに乗じ、2014年12月15日に「街角景気☆仮面女子↑」に改名して再始動を表明。以降の設定では平均株価1万8500円超えで水着でのライブ、2万円超えで安倍晋三をセンター候補としてメンバーに迎え入れるとしている。

## メンバー
- 桜雪
- 森カノン
- 黒木ひなこ
- 天木じゅん

## メディア

### テレビ
- 情報7days ニュースキャスター（TBS）
- 有吉反省会（日本テレビ、2013年5月26日）[4]

## 作品

### シングル
1. アベノ☆MIX（2013年4月17日）
  - アベノ☆MIX
  - 景気いいのだ!
  - カブラカタブラブ